# Harry Leslie Smith
Harry Leslie Smith (* 25. Februar 1923 in Barnsley, Yorkshire; † 28. November 2018 in Ontario, Kanada) war ein britischer Autor, politischer Kommentator, Menschenrechtsaktivist und Verteidiger der Sozialdemokratie. Er wuchs in Yorkshire in Armut auf und diente während des Zweiten Weltkriegs in der Royal Air Force (RAF); im November 1953 wanderte er an Bord der Empress of Australia nach Kanada aus. Nach seiner Pensionierung begann Smith, Memoiren sowie über die Sozialgeschichte Großbritanniens zu schreiben. Er verfasste insgesamt fünf Bücher über das Leben in Großbritannien in der Weltwirtschaftskrise, im Zweiten Weltkrieg und in der Nachkriegszeit. Er schrieb Kolumnen für den Guardian, den New Statesman, den Daily Mirror, die International Business Times und den Morning Star und hatte eine Reihe von öffentlichen Auftritten in Großbritannien (u. a. auf dem Labour-Party-Kongress 2014 in Manchester und während der Parlamentswahlen 2015 und des EU-Referendums 2016) und in Kanada.

## Biographie
Harry Leslie Smith war der Sohn von Albert Smith (1867–1943), einem arbeitslosen Bergarbeiter, und Lillian Dean (1894–1978). Seine ältere Schwester Marion starb an Tuberkulose. Nachdem sein Vater arbeitslos geworden war, zog die Familie nach Bradford. Im Alter von sieben Jahren arbeitete Smith als Schubkarrenjunge für einen Bierabfüller in Bradford und unterstützte damit seine ganze Familie. Die Familie wechselte oft den Wohnort und er übernachtete häufig in Arbeitshäusern. Später zog die Familie nach Halifax. Smith trat 1941 in die RAF ein und verbrachte mehrere Jahre in Hamburg als Soldat der alliierten Besatzungsmacht. Während er dort diente, traf er seine zukünftige Frau Friede. Das Paar kehrte im Anschluss an seine Demobilisierung nach Großbritannien zurück und verdiente den Lebensunterhalt an verschiedenen Arbeitsplätzen in der Gegend von Yorkshire.
In den 1950er Jahren wanderten sie nach Kanada aus, lebten in Scarborough in Toronto und später in Belleville (Ontario). Das Ehepaar hatte drei Söhne. Smith machte eine Karriere als Käufer und Verkäufer für Eaton's im orientalischen Teppichhandel. Er importierte neue Designs aus dem Mittleren Osten, dem ehemaligen Sowjetblock und Afghanistan. Seine Frau Friede starb 1999 und sein mittlerer Sohn, Peter, 2009. Nach ihrem Tod tröstete sich Smith, indem er sich dem Schreiben zuwandte. Seit seiner Pensionierung war Smith Schriftsteller von Memoiren und Sozialgeschichte. Er verbrachte seine Zeit in Ontario und Yorkshire.
Am 20. November 2018 wurde Smith nach Komplikationen durch einen Sturz in einem kritischen Zustand ins Belleville General Hospital eingeliefert. Smith verstarb am 28. November 2018.

## Schreib- und Sprechaktivitäten
Smith schrieb regelmäßig für The Guardian und kommentierte die Politik und die Geschichte des 20. Jahrhunderts. Im November 2013 erregte er Aufmerksamkeit, als er ankündigte, dass er den Erinnerungsmohn in den kommenden Jahren nicht mehr tragen werde, weil er der Meinung sei, dass das Symbol zur Unterstützung der gegenwärtigen Konflikte verwendet werde. Er sprach auf dem Labour-Parteitag im September 2014 zur Unterstützung des National Health Service, indem er eine berührende Rede vor dem Publikum darüber hielt, wie häufig vermeidbare Krankheiten „das Leben wie eine warme Kerzenflamme ausgelöscht haben“, bevor der NHS gegründet wurde. Außerdem sprach er im BBC Radio und beim Bristol Politics Festival.
Smith betrieb einen Twitter-Feed, der zu einer Vielzahl von aktuellen Themen Stellung nahm. Er erklärte, dass es die globale Finanzkrise von 2008 war, die ihn dazu inspirierte, seinen „letzten Standpunkt“ einzunehmen, indem er über Einkommensungleichheit, öffentliche Dienstleistungen und das, was er als die abnehmenden Aussichten für junge Menschen betrachtete, schrieb und kämpfte. „Ich möchte meine Zeit und meinen Einfluss aus dem Buch nutzen, um die Jugendlichen in Großbritannien dazu zu bringen, so abzustimmen, wie wir nur können: unsere sozialdemokratischen Institutionen zu retten. Ich möchte, dass wir unseren letzten Widerstand an der Wahlurne leisten“.
Im Juli 2015 unterstützte Smith Jeremy Corbyns Kampagne bei der Wahl der Labour Party-Führung. Er twitterte: „Ich unterstütze #JeremyCorbyn. Ich möchte, dass die Generation meiner Enkelkinder eine Kampfchance für ein menschenwürdiges und sinnvolles Leben ohne Strenge hat“.
Im Oktober 2015 erschien Smith in der BBC Three Dokumentation We Want Our Country Back, wo er die rechtsextreme Anti-Immigrationsbewegung „Britain First“ scharf kritisierte.
Im Jahr 2016 unterstützte Smith auch Corbyns Wiederwahlkampagne bei der Wahl der Labour Party-Führung. Im März 2016 sagte er über Corbyn: „Er ist ein sehr ehrlicher Mann. Er hat den Wunsch, die Dinge in Großbritannien zu ändern. Corbyn wird die Welt zum Besseren verändern. Es gibt niemanden sonst“. Er fügte hinzu: „Er wird lernen, dass er etwas mehr Gewicht darauf legen muss. Ich stehe hinter ihm und werde mit ihm zusammenarbeiten“.
Im September 2017 veröffentlichte Smith sein fünftes Buch Don’t Let My Past Be Your Future. Es wurde von Little Brown veröffentlicht.
Smith hat sich auch während der europäischen Migrantenkrise für die Unterstützung von Flüchtlingen eingesetzt. Im November 2017 erschien Smith in der Sky One-Komödie The Russell Howard Hour, wo er sich kurz an seine Reise in den Calais-Dschungel erinnerte sowie über sein neues Buch und die zunehmende Abhängigkeit von Lebensmittelbanken in Großbritannien sprach. Smith und Howard diskutierten auch den NHS, wobei Smith über die Zugänglichkeit der medizinischen Versorgung mit einer Familiengeschichte nachdachte. Im Februar 2018 kündigte Smith an, die weltweiten Hotspots von Flüchtlingen zu besuchen, „um diese vermeidbare Tragödie zu dokumentieren, die uns zu einem weiteren Krieg führen könnte, der ebenso grausam ist wie der, in dem ich gegen Hitler kämpfte“.
Smith schrieb: „Ich bin eine der letzten verbliebenen Stimmen einer Generation von Frauen und Männern, die aus den Schrecken des Zweiten Weltkriegs und dem Hunger der Weltwirtschaftskrise eine bessere Gesellschaft für unsere Kinder und Enkelkinder aufgebaut haben. Leider wird diese Welt, die meine Generation mit aufgebaut hat, vom Neoliberalismus und der Gier der 1 % weggefegt, was weltweit zu Zwietracht geführt hat. Heute steht die westliche Welt an ihrem gefährlichsten Punkt seit den 1930er Jahren.“